# Metro de Boston
El Metro de Boston o el Massachusetts Bay Transportation Authority (MBTA) (en español Autoridad de Transporte de la Bahía de Massachusetts) es "un cuerpo político y empresarial, y una subdivisión política" de la Mancomunidad de Massachusetts formado en 1964 para financiar y operar la mayoría de los autobuses, sistemas de metro y ferry en el área del Gran Boston (Massachusetts). Anteriormente se llamaba Autoridad de Tránsito Metropolitano (M.T.A) pero fue reemplazada por la MBTA, e inmortalizada por el Kingston Trio en la canción "M.T.A.". Los bostonianos la llaman simplemente como "La T", por su logo, que es la letra T dentro de un círculo, adoptado en los 60. En 2006, el promedio de recorridos del sistema era de 1,1 millones al día, siendo 598 200 el promedio de pasajeros para el metro de Boston convirtiéndolo en cuarto sistema más utilizado en los Estados Unidos. La Línea Verde y la Línea de alta velocidad Ashmont–Mattapan de la T son las líneas de trenes ligeros más concurridas en los Estados Unidos, con un promedio de 255 100 de pasajeros al día. La MBTA también opera su propia agencia policial, el Autoridad Policial de Transporte de la Bahía de Massachusetts. En 2006, el 31.60% de los trabajadores dentro de los límites de la ciudad usaron el transporte público.

## Líneas
| Línea         | Color   | Trayecto | Inauguración | Número de estaciones | Tipo                                         |
| ------------- | ------- | --- | ------------ | -------------------- | -------------------------------------------- |
| Línea Verde   | Verde   | B: Government Center ↔ Boston College C: North Station ↔ Cleveland Circle D: Government Center ↔ Riverside E: Lechmere ↔ Calle Heath      | 1897         | 66                   | Tren ligero                                  |
| Línea Naranja | Naranja | Oak Grove ↔ Forest Hills | 1901         | 20                   | Metro                                        |
| Línea Azul    | Azul    | Wonderland ↔ Bowdoin | 1904         | 12                   | Metro                                        |
| Línea Roja    | Roja    | A: Alewife ↔ Ashmont B: Alewife ↔ Braintree Línea de Alta Velocidad Ashmont–Mattapan: Ashmont ↔ Mattapan                                  | 1912         | 23                   | Metro y tranvía en la línea Ashmont–Mattapan |
| Línea Plata   | Plata   | SL1: South Station ↔ Airport SL2: South Station ↔ Design Center SL4: South Station ↔ Dudley Square SL5: Downtown Crossing ↔ Dudley Square | 2002         | 22                   | Autobús de tránsito rápido                   |